# Vysněná Amerika
Vysněná Amerika (v anglickém originále House of America) je velšský dramatický film režiséra Marca Evanse z roku 1997. Děj filmu se odehrává na jihu Walesu (natáčení probíhalo v okolní vesnice Banwen), kde žije matka se třemi dětmi v dospělém věku. Hlavní role ztvárnili Siân Phillips (matka), Matthew Rhys (Boyo), Steven Mackintosh (Sid) a Lisa Palfrey (Gwenny). Autorem hudby k filmu je velšský hudebník a skladatel John Cale. Film získal čtyři ocenění BAFTA Cymru (kostýmy, výprava, režie, drama) a cenu za nejlepší režijní debut na Stockholmském mezinárodním filmovém festivalu.